# Carola Grönhagen-Riska
Carola Grönhagen-Riska, född 7 december 1945 i Helsingfors, är en finländsk läkare och professor.

## Biografi
Grönhagen-Riska blev medicine och kirurgie doktor 1981. Hon är specialist i invärtes medicin och nefrologi, blev överläkare i nefrologi vid Helsingfors universitetscentralsjukhus 1998, verksamhetschef och ledande överläkare vid Helsingfors och Nylands sjukvårdsdistrikt 2000 och tilldelade professors titel 2001. Hon har författat vetenskapliga skrifter inom nefrologi och klinisk fysiologi.
Grönhagen-Riska blev student från Nya svenska samskolan.